# Mise Zero G

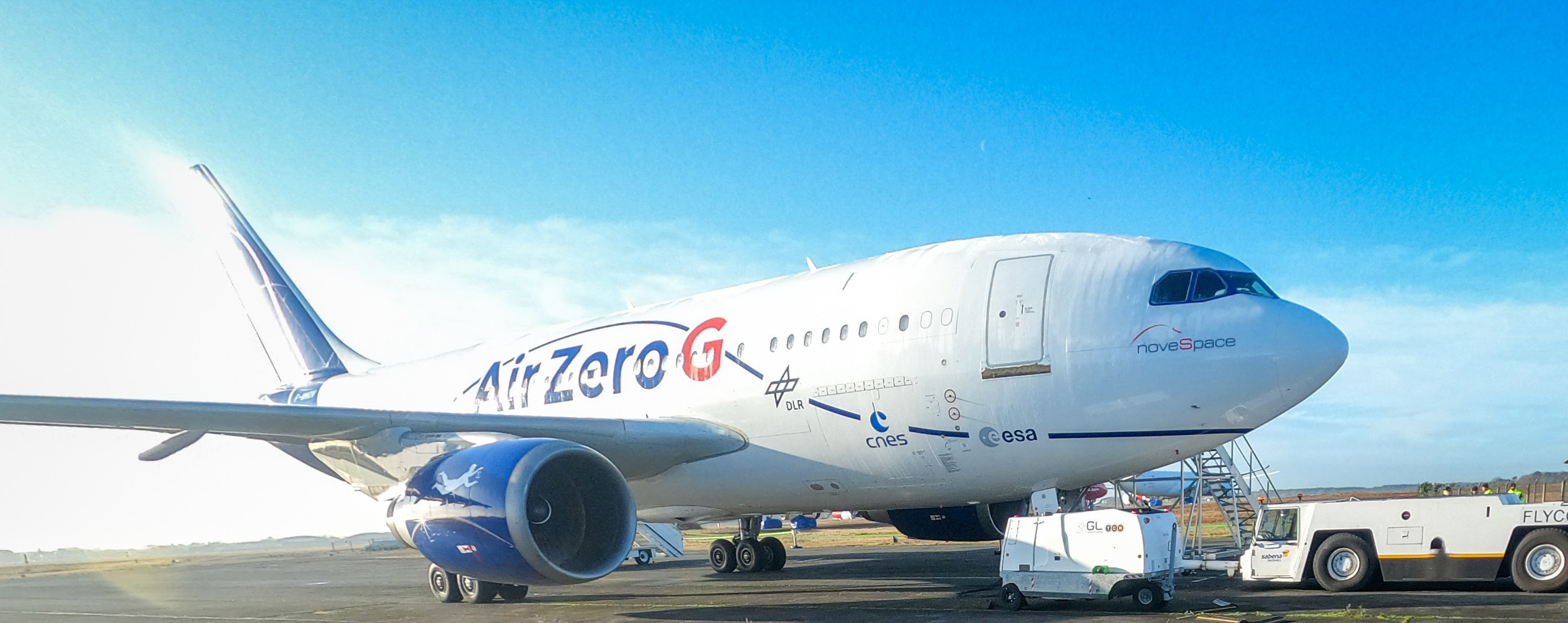
Speciálně upravené letadlo Airbus A310 ,kterým letěli kadeti mise zero g. A specially modified Airbus A310 aircraft flown by the zero g mission cadets.

Mise Zero G  je součástí národního projektu Česká cesta do vesmíru, který propojuje vzdělávání a popularizaci vědy s posilováním českého kosmického průmyslu, a upevňuje tak postavení Česka v globálních aktivitách s vysokou přidanou hodnotou.

## Jak to probíhalo??
Do zmiňovaného  projektu se přihlásilo 861 žáků ve věku od 13 do 18 let a do závěrečné fáze tréninku s inspirovanou přípravou astronautů mířilo 50 žáků a 20 nejúspěšnějších se 30. března 2025 stalo součástí posádky parabolického letu na palubě speciálně upraveného letadla Airbus A310, a na vlastní kůži zažili stav bez tíže. Z původních 861 uchazečů se výběr zúžil na 50 uchazečů. Následně probíhala předposlední fáze kdy se žáci zúčastnily ústních pohovorů a 25 z nic postoupilo do finální ,, survival" fáze.  V sobotu 29. března 2025 proběhlo na letišti Václava Havla v Praze slavnostní vyhlášení finalistů historicky první české studentské mise Zero-G. Kadeti právě přijeli ze třídenního ,, survival '' kempu v Moravském krasu. Finalisty vyhlašoval vítěz českého survivoru Martin Mikyska alias Mikýř , přišel s nečekaným překvapením  a zmíňil, že místo dvaceti kadetů poletí všech 26 kadetů i s ním. .  30. března se na třetím terminálu pražského letiště uskutečnil let speciálně upraveného letadla Airbus A310.  Na cestě je doprovázel člen záložního oddílu astronautů Evropské kosmické agentury major Aleš Svoboda a umělec Yemi A.D., zakladatel globální platformy Moonshot, která podporuje mladé inovátory a momentálně v jejím rámci spolupracuje dohromady 112 zemí. Let trval 3 hodiny, během kterých letadlo provádělo parabolické manévry, čímž se na palubě vytvořil stav bez tíže.

## Členové posádky mise ZERO G

### Velitelé posádky
- Aleš Svoboda Český astronaut, major Armády ČR a velitel posádky Zero-G
- Simon Klinga Zakladatel a vedoucí týmu LASAR
- Yemi A.D. Kreativní ředitel, producent a vizionář
- Jan Spratek Popularizátor kosmonautiky a držitel ocenění ESA Champion 2021
- Jana Plodková Česká herečka a kapitánka v seriálu Kosmo

### Členové posádky
- Daniel Stach Moderátor pořadu Civilizace a vědecký nadšenec
- Matyáš Šanda akladatel ponorné laboratoře Hydronaut Project
- Vladimír Kořen Televizní moderátor, učitel a popularizátor vědy
- Karel ,,KOVY“ Kovář Český youtuber, influencer, moderátor a spisovatel
- Martin ,,Mikíř“ Mikyska Bavič, youtuber a vítěz reality show Survivor

### Kadeti
1. Nikolas Pippal  student
2. Monika Dlouhá  student
3. Metoděj Svoboda  student
4. Marie Pykalová  student
5. Linda Petraturová  student
6. Julie Beritová  student
7. Jonáš Neruda student
8. Jan Gruner  student
9. Jakub Hasník  student
10. Hynek Broukal  student
11. Eva Hrnčířová   student
12. Ella Grmolcová   student
13. Eliška Svobodová  student
14. David Svoboda  student
15. Daniel Biskup  student
16. Tomáš Michal  student
17. Tereza Bednářová  student
18. Stela Šaršonová  studentstudent
19. Šimon Fajkus  student
20. Sára Hradilová  student
21. Anna Krebsová  student
22. Anna Čapková  student
23. Alžběta Jandačková  student
24. Adam Holenda  student
25. Abraham Gerczak  student
26. Boris Brovkin  student

1. ↑  S.R.O, Titio. Zero-G vrcholí: Mladí studenti prošli výcvikem inspirovaným přípravou astronautů a míří ke hvězdám. md.gov.cz [online]. [cit. 2025-08-19]. Dostupné online.
2. ↑  VICHÁ, Barbora. Vyhlášení posádky mise Zero-G. Mikýř oznámil: poletí všichni! [online]. 2025-03-29 [cit. 2025-08-19]. Dostupné online.
3. ↑  POSPÍŠILOVÁ, Tamara. Mise Zero-G míří do finále. Dvacet nadaných studentů okusí nulovou gravitaci. iDNES.cz [online]. 2025-02-14 [cit. 2025-08-19]. Dostupné online.